# 谷津 (上尾市)
谷津（やつ）は、埼玉県上尾市の町名。現行行政地名は谷津一丁目および二丁目。住居表示実施済み。郵便番号は362-0042。
市の統計などでは上尾地区で分類されている。

## 地理
埼玉県の中央地域（県央地域）で、上尾市中央部の大宮台地と、鴨川左岸側の低地からの谷戸からなる起伏がある場所に位置する。町域は東部を高崎線を挟んで仲町や愛宕と接し、南部は西宮下、西部は富士見、北部は柏座と接する。全域が市街化区域に指定され、駅前空間となる北東部は商業地域で、他は第一種住居地域や第二種住居地域に指定され、一部に耕作地が残るほかは主に住宅地が広がっている。上尾駅が至近にあり、その西口駅前広場が谷津の地区内に位置され、そこから西上尾第一・第二団地や川越市方面への路線バスや羽田空港へ向かう空港連絡バスも運行されるなど、市内では交通至便な地域である。

### 地価
住宅地の地価は、2018年（平成30年）の公示地価によれば、谷津二丁目7-7の地点で14万6000円/m2となっている。

## 歴史
もとは江戸期より存在した武蔵国足立郡大谷領に属する谷津村であった。古くは柏座村のうちにあったが、正保〜元禄期の間に春日谷津村とともに分村して成立した。飛地が柏座および弁財両村のうちに存在した。村高は『元禄郷帳』および『天保郷帳』によると122石余であった。化政期の戸数は16軒で、村の規模は東西5町、南北3町余であった。地名の由来は低湿地を意味する「ヤチ」が起源である。
1875年（明治8年）の農業産物高は『武蔵国郡村誌』によると米34.85石、陸稲3石、大麦50石、小麦23石、大豆13石、小豆1石、甘藷3000貫であった。
- はじめは幕府領、1698年（元禄11年）では幕府領。なお検地は1661年（寛文元年）に実施[7][10]。
- 1789年（寛政元年）より旗本柴田氏の知行地となる[7]。
- 幕末の時点では足立郡谷津村であった。旗本小川源之進の知行であった[12][7][注釈 1]。
- 1868年（慶応4年）6月19日 - 武蔵知県事・山田政則（忍藩士）の管轄となる。
- 1869年（明治2年） 
  - 1月13日 - 武蔵知県事・宮原忠英の管轄区域に大宮県を設置。県庁は東京府馬喰町に置かれる。
  - 9月29日 - 県庁が浦和に置かれ浦和県に改称。
  - 12月2日 - この日までに旗本領が上知され、浦和県の管轄となる（府藩県三治制も参照）。
- 1871年（明治4年）11月13日 - 第1次府県統合により埼玉県の管轄となる。
- 1872年（明治5年）
  - 3月 - 大区小区制施行により第19区に属す[13][14]。
  - 11月 - 地内の皆応寺（新義真言宗、日乗院末）が廃寺となる[15]。観音堂のみ復興される[16]。
- 1879年（明治12年）3月17日 - 郡区町村編制法により成立した北足立郡に属す。郡役所は浦和宿に設置。
- 1884年（明治17年）7月14日 - 連合戸長役場制により成立した上尾宿連合に属す。連合戸長役場は上尾宿に設置[17]。
- 1889年（明治22年）4月1日 - 町村制施行に伴い、谷津村を含む区域をもって上尾町が成立、上尾町の大字谷津となる[7]。
- 1908年（明治41年）3月 - 谷津の鎮守氷川社を柏座の春日社に合祀する[18]。
- 1936年（昭和11年）6月 - 地内で昭和産業上尾工場が操業を開始する[19]。上尾五大工場[注釈 2]のひとつで、敷地面積は約70000 m2を有していた。
- 1955年（昭和30年）1月1日 - 町村合併促進法の施行に伴い、上尾町が平方町・原市町・大石村・上平村・大谷村と合併して新たな上尾市が成立する[20]。上尾町の大字となる。
- 1958年（昭和33年）7月15日 - 上尾町が市制施行し[20]、上尾市の大字となる。
- 1966年（昭和41年）7月1日 - 住居表示に関する法律に基づき住居表示（第二次）が実施され[21]、大字谷津の一部が大字柏座の一部、および西宮下の一部と併合して谷津一・二丁目が成立する[22][7]。また、大字谷津の一部が住居表示を実施して富士見（一丁目）、弁財、柏座、春日の各一部となる[21][7]。
- 1967年（昭和42年）
  - 3月3日 - 西口駅前の再開発事業に着手する。昭和産業の土地の一部（26400 m2）を同年9月に買収し、西口駅前広場などの造成工事を行なう[23]（1968年10月完了）。
  - 7月1日 - 住居表示に関する法律に基づき住居表示（第三次）が実施され、大字谷津の一部が緑丘（一丁目）の一部となる[21][22]。
- 1969年（昭和44年）9月13日 - 地区内に商店街「モンシェリーヴィル」（現「上尾モンシェリー」）が開業する（着工は同年4月1日、竣工は同年9月6日）[23][24]。総工費は3億7727万4000円。当施設は同年10月に全国商店街店舗共同化コンクールの中小企業庁長官賞を受賞した。なお、モンシェリーヴィルとはフランス語で恋人の街を意味する[23]。なお、11月に「モンシェリーヴィル」の一角に西友ストアーが開業する[23]。
- 1970年（昭和45年）11月18日 - 地内の上尾スターレーン（宝産業が運営するボウリング場）のテナントとしてキンカ堂が開店する[25][注釈 3]。
- 1971年（昭和46年）9月18日 - 上尾市管理橋では最長である宏栄橋が上尾駅北側に開通する[26][27]。混雑緩和や危険防止を目的に設置された。開通当初から西口への一方通行の橋である。着工は1970年（昭和45年）11月で、工費は1億8100万円であった。
- 1975年（昭和50年）
  - 5月 - 地内に「上尾市農産物直売所」が開所する[28][注釈 4]。
  - 7月2日 - 大字谷津の一部が西宮下の一部となる[30]。
  - 10月 - 地内に都市計画街路、上尾平方線（駅前通り）が開通する[29]。
- 1986年（昭和61年）10月8日 - 大谷北部第一特定区画整理事業の完成により地番変更を実施。大字谷津の残部が大字大谷本郷、大字小泉、大字弁財、および弁財一丁目、大字今泉、大字壱丁目の各一部と併合して今泉一丁目が成立する[31]。 大字谷津消滅。
- 1988年（昭和63年）
  - 3月3日 - 地区内の昭和産業上尾工場跡地に商業施設「上尾ショーサンプラザ」が開業する。
  - 5月30日 - 上尾郵便局が宮本町から現在地に移転する。
- 1995年（平成7年）2月28日 - 上尾駅西口のペデストリアンデッキが完成する[32]。
- 2003年（平成15年）1月 - 地内の西友ストアーの跡地に建設された「ライオンズタワー上尾」の2階に「上尾市プラザ22」がオープンする[29]。
- 2007年（平成19年） - 谷津公民館が建て替えられる[16]。
- 2009年（平成21年）12月16日 - 「谷津の大山灯籠行事」が市の無形民俗文化財に指定される[33]。
- 2010年（平成22年）2月22日 - 地内の「キンカ堂」が自己破産し閉鎖された（一部テナントは翌年6月まで営業）[注釈 5]。

### 存在していた小字
- 本村[34][35]
- 西
- 笹原

※ 『新編武蔵風土記稿』には「榎戸」・「根カラミ」・「前クホ」・「並木」・「橋戸」・「杉ノ内」の記載があるが未確認である

## 世帯数と人口
2019年（平成31年）1月1日現在（上尾市発表）の世帯数と人口は以下の通りである。
| 丁目       | 世帯数    | 人口    |
| ---------- | --------- | ------- |
| 谷津一丁目 | 435世帯   | 853人   |
| 谷津二丁目 | 959世帯   | 1,984人 |
| 計         | 1,394世帯 | 2,837人 |

## 小・中学校の学区
市立小・中学校に通う場合、学区（校区）は以下の通りとなる。
| 丁目       | 番地            | 小学校               | 中学校           |
| ---------- | --------------- | -------------------- | ---------------- |
| 谷津一丁目 | 全域            | 上尾市立鴨川小学校   | 上尾市立南中学校 |
| 谷津二丁目 | 1-1ソフィア上尾 | 上尾市立鴨川小学校   | 上尾市立南中学校 |
| 谷津二丁目 | 1-2以降         | 上尾市立富士見小学校 | 上尾市立西中学校 |

## 事業所
2021年（令和3年）現在の経済センサス調査による事業所数と従業員数は以下の通りである。
| 丁目       | 事業所数  | 従業員数 |
| ---------- | --------- | -------- |
| 谷津一丁目 | 26事業所  | 525人    |
| 谷津二丁目 | 193事業所 | 1,843人  |
| 計         | 219事業所 | 2,368人  |

## 交通
地区の東境をJR東日本高崎線が通るが、鉄道駅は設置されていない。最寄り駅は柏座一丁目に所在する上尾駅で至近距離にある。なお、西口駅前広場は谷津の区域に位置する。

### 道路
地区内に国道や主要地方道・一般県道は通っていない。なお、上尾郵便局の直ぐ北側を東西に通る都市計画道路（仮称）仲町谷津線が計画されている。高崎線との交差箇所はアンダーパスとなる予定。
- 都市計画道路 上尾平方線[39]（市民体育館通り）
- 都市計画道路 西宮下中妻線（並木通り） - 西宮下方面への延伸工事が実施されている[40]。
- 谷津一番街通り[38]

### バス
谷津二丁目に所在する西口駅前広場より西上尾第一・第二団地方面や川越駅方面への路線バスが多数運行されている。
東武バスウエスト上尾営業所
地区内は始・終点となる「上尾駅西口」バス停留所のみ設置されている。
上尾市コミュニティバス「ぐるっとくん」
- 大石桶川線
- 大石領家北上尾線
- 平方丸山公園線
- 平方小敷谷循環
- 大谷循環
- 原市瓦葺線

地区内は「上尾駅西口」・「谷津」バス停留所が設置されている。

## 地域

### 町内会
- 谷津一丁目町内会[43]
- 谷津二丁目町内会
- ソフィア上尾自治会

### 祭事
- 谷津の大山灯籠行事 - 市登録無形民俗文化財[33]
- 盆踊り大会 - 谷津観音境内にて毎年8月10日に開催される[16]。

### 施設

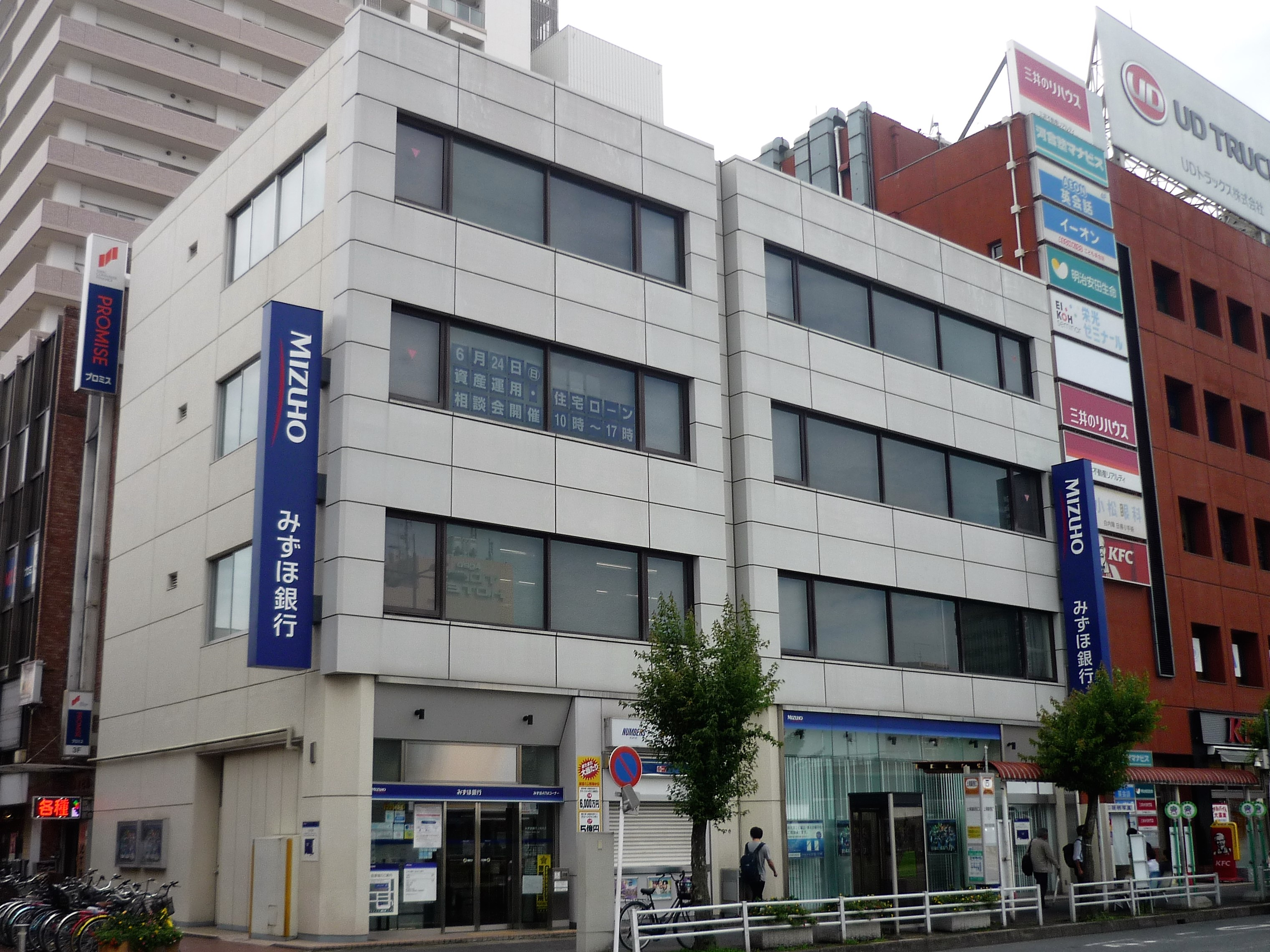
みずほ銀行上尾支店

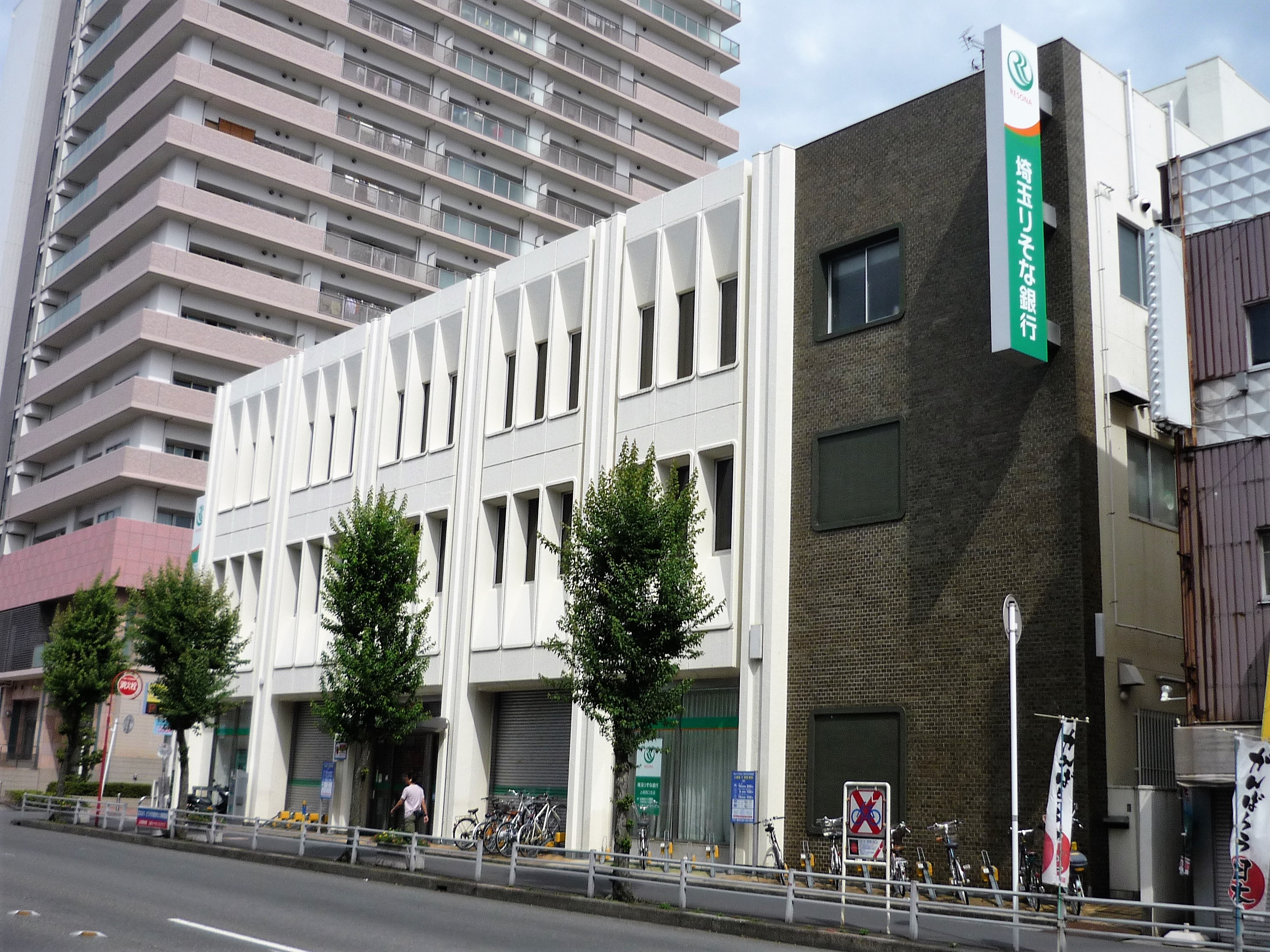
りそな銀行上尾支店

地区が駅前に位置するため、多数の商業施設が立地する。なお、上尾駅は柏座一丁目に立地する。地内に指定緊急避難場所は存在しない。
- 上尾市役所 上尾駅出張所[45]
- 上尾郵便局
- 上尾警察署 上尾駅西口交番
- 上尾ショーサンプラザ
- 上尾モンシェリー（アーケード商店街）
- ライオンズタワー上尾 - 上尾市プラザ22（商工課および観光協会）が2Fに入居。
- ソフィア上尾
- 上尾市農産物直売所 - 埼玉県内では初の農産物直売所で、宏栄橋高架下に立地する[28]。立地場所は柏座と谷津に跨るが、施設の所在地は谷津二丁目である。
- みずほ銀行 上尾支店
- 三菱UFJ銀行 上尾支店
- りそな銀行 上尾西口支店
- 谷津観音堂 - かつては「足立坂東観音霊場」の第二十六番札所であった[16]。市指定有形文化財の「木彫十一面観音立像」は12年に一度の午年に御開帳である。また、「谷津の大山灯籠行事」が行なわれる。
  - 谷津公民館 - 谷津観音堂境内に所在
- 谷津公園
- 谷津第二公園